# シャムスル・サード
シャムスル・サード（マレー語: Syamsul Saad、1975年3月3日 - ）は、マレーシアの元サッカー選手、現サッカー指導者。元マレーシア代表。ポジションはDF。

## クラブ歴
1998年にトレンガヌFAに加入。2000年にペラFAに移籍し、同年のマレーシアカップを制した。その後2002年と2003年にマレーシア・スーパーリーグを連覇し、2004年にはピアラFAマレーシアを制覇し、クラブの一員として貢献した。その後、重大な怪我を負って選手を引退した。

## 代表歴
2004年に2006 FIFAワールドカップ・アジア予選の香港代表戦で代表初出場を果たしたが、以降の出場は無かった。

## 監督歴
選手引退後はキッド・キッカーズ・アカデミーでヘッドコーチを務めた後、ペラFAのユース監督に就任した。2016年にペラFAのヘッドコーチに昇格した。

## 個人
彼には二人の兄弟がおり、シャーリザル・サード、シャールル・サードともにサッカー選手である。

## タイトル
2005年にはチームメイトであった陳永雄、ナンタクマル・カリアパン、モハマド・ハムサニ・アマド、アマド・シャールル・アズハル・ソフィアンと共にペラ州から州のサッカー発展への貢献について叙勲された。